# Tensor antissimétrico
Em matemática e física teórica, um tensor é antissimétrico em dois índices I e j se ele muda de sinal quando os dois índices são trocados:
{\displaystyle T_{ijk\dots }=-T_{jik\dots }}
Um tensor antissimétrico é um tensor para o qual existem dois índices, nos qual ele é antissimétrico. Se um tensor muda de sinal sob a troca de quaisquer pares de índices, então o tensor é totalmente antissimétrico e ele também é conhecido como uma forma diferencial.
Um tensor A que é antissimétrico nos índices I e j tem a propriedade de que a contração com um tensor B, que é simétrico nos índices I e j, é identicamente nulo.
Para um tensor geral U com componentes {\displaystyle U_{ijk\dots }} e um par de índices I e j, U tem partes simétrica e antissimétrica definidas como:
{\displaystyle U_{(ij)k\dots }={\frac {1}{2}}(U_{ijk\dots }+U_{jik\dots })} (parte simétrica)
{\displaystyle U_{[ij]k\dots }={\frac {1}{2}}(U_{ijk\dots }-U_{jik\dots })} (parte antissimétrica)
Definições semelhantes podem ser dadas para outros pares de índices. Como sugere o termo "parte", um tensor é a soma das suas partes simétrica e antissimétrica para um determinado par de índices, como em {\displaystyle U_{ijk\dots }=U_{(ij)k\dots }+U_{[ij]k\dots }}.
Um tensor antissimétrico importante em física é o tensor electromagnético F em eletromagnetismo.